# 延命治療
延命治療（えんめいちりょう）とは、回復の見込みの無い人に対する延命だけを目的とした医療行為である。延命処置ともいう。生命予後不良で経口栄養摂取出来なくなった患者に対する経管栄養や点滴、人工呼吸器管理のこと。心肺蘇生などを意味する救命処置(救急措置)とは異なる。
医学用語としては「末期状態にある人の生存を一定期間だけ維持することができるが、その病気を治癒させることはできない医学的処置、投薬、医療技術など。」を意味する。生命予後不良で根治が見込めない患者に対し、人工呼吸や輸血、輸液などによって延命を図ることを目的とする。医療技術の発達により、意思疎通が不可能な状態で生命だけを維持することが可能になったが、クオリティ・オブ・ライフや尊厳死の観点からそういった治療を見直す議論が起こっている。日本では、自己負担金額よりも年金支給額のが多いこと、延命治療拒否の意思を記した生前遺言書に法的根拠が無いことで医師は遺族からの訴訟を恐れ、「経口栄養摂取出来なくなった以降の予後不良患者」に対しても親族の意思優先で延命させられていることが問題になっている。逆に、欧米先進国は「食べられなくなったらそこまで」という考えから延命処置せず、緩和ケアへ移行している。

## 歴史
日本の新聞で、延命治療という用語の初出が確認できたのは毎日新聞と朝日新聞におけるいずれも1986年である。非医学系の雑誌記事では1978年に確認できている。
日本の医学雑誌や医学書では延命治療という言葉は、1959年以降に見られるようになるが、1970年頃までは医学用語としてむしろ肯定的な意味合いで用いられていた。1970年代から1980年代にかけての時期は、集中治療の体制が日本全国に整備され、延命処置がしやすくなった。1982年には、 作家遠藤周作と国立療養所東京病院外科医長の村上国男が誌上対談を行った際に、遠藤は「命を延ばすだけ」と否定的な見解を示した。

## 種類
延命治療に当たるものとしては以下のものが挙げられる。
人工呼吸
脳死などの昏睡状態で何らかの処置をしなければ呼吸が停止する状態や、肺機能の低下により血液の酸素化が十分に行えない状態などで行われる。
人工栄養
経鼻胃管を挿入して栄養する場合と、中心静脈カテーテルを挿入して血液中に直接栄養する場合がある。昏睡状態や食道の狭窄が起きている場合に行われる。
人工透析
腎機能の低下もしくは廃絶(腎不全)によって無処置では尿毒症を起こす状態の人へ行われる。
本人の意思での人工透析中止した後に死亡したことが問題視された際に、調査を行った日本透析医学会は、今回のケースは「中止希望した患者の意思」が尊重された事案だとした。そして、人工透析中止すると亡くなる状態のケースには、「患者の意思を繰り返し確認することが重要だ」とする声明を公表している。
人工透析対象者には腎移植という根治治療が存在し、脳死者や心停止者から提供される献腎移植、親族から提供される生体腎移植の二種類がある。

## 欧米豪における終末期患者延命禁止・緩和ケア移行義務
欧米豪など他の先進国では、患者本人の延命に関する意思を事前に文書として残させておくことで、日本のように患者本人が意思疎通不可能状態となった後の親族による延命継続要求を無視し、医療機関は意思疎通出来た頃に残された患者本人の意思のみに従い、延命治療の中止することができる。この事前指示書はリビング・ウィル(living will)と呼ばれ、患者本人による尊厳死の意思表示となっている。
そして、欧米豪など先進国では、高齢者など終末期患者が経口栄養摂取出来なくなった時点で、緩和ケア移行が義務付けられている。そのため、日本のように予後不良の高齢者に対する経管栄養や点滴による非経口栄養を用いた「延命行為」は「虐待」と批判し、禁止している。
北米では普段は疎遠な癖に、日本の親族のように医療従事者へ終末期患者や高齢者に対する過大な医療や延命措置を講じるよう主張したりする問題親族やその状況を表すために医療専門家で使われる言葉として、1991年にモロイらによって産み出された「カリフォルニアから来た娘症候群」がある 。カリフォルニア州では「ニューヨークから来た娘症候群」と呼ばれる。カナダでは「オンタリオから来た娘症候群」と呼ばれる。このフレーズは、「無能な高齢者の意思決定：『カリフォルニア症候群の娘』 」と題された米国老年医学会ジャーナルに掲載された1991年の症例報告で初めて記録されたものである。モロイらは、意思疎通不可能状態となった患者の問題親族への対処法を医療スタッフへ助言目的の戦略を論文の中で提示した。

## 年金目当ての延命・寝たきり大黒柱問題
日本には、寝たきり老人が年金目当てで親族に延命させられる問題がある。彼らのように年金のために親族に延命強制させられている寝たきり高齢者は「寝たきり大黒柱」又は「年金ミイラ」と呼ばれる。親族による医療者に対する延命強制の例として、92歳で亡くなった女性の息子が起こしたふじみ野市訪問診療医射殺事件の犯人があげられている。犯人は、地元の医療関係者に「モンスター介護者(モンスターペイシェント)」として有名であり、母親のパラサイトシングルであると共に、生活保護も受けていた。母親の年金支給が無くなり、犯人である60代息子の収入が減額となることがきっかけの一つだと指摘された。2013年以降に報道された「患者および家族による医師襲撃事件」をまとめると、犯人は全員男性であり、40代以上の中高年が特出している。日本の社会保障制度は、医療費の自己負担額上限を設けている上に高齢者医療費は高い公費負担率となっている。そのため、年金支給額から自己負担分の医療費を支払ってても残る毎月の金銭目当てにした、親族による寝たきり親族にする際限ない延命治療要求ケースには、医療者らも「金目当て」ではないかと感じている。 年金目当ての親族による延命問題の解決策として、マイナンバーを活用した年金受給者の入院時は年金を一時停止、入院費やオムツ代など直接病院に支給する仕組みが提案されている。